# مارك واينبرغ
مارك واينبرغ (بالإنجليزية: Mark Weinberg)‏ هو شخصية أعمال جنوب أفريقي وبريطاني، ولد في 9 أغسطس 1931 في جنوب أفريقيا.